# Milcíades Saldívar Franco
Milcíades Saldívar Franco (n. 26 de agosto de 1981, en Asunción) es un árbitro de fútbol profesional paraguayo. Es árbitro desde el año 1997 y el primer partido internacional que dirigió como juez de FIFA ocurrió en un encuentro entre Ecuador vs. Uruguay. Participó en la Copa Mundial Alemania 2006, abriendo la actividad del Grupo H entre República Checa y Estados Unidos, como así también la del Grupo G entre Suiza y Togo.
- Datos: Q6016308